# نیترو پنتادسن
نیترو پنتادسن (به انگلیسی: Nitropentadecene) با فرمول شیمیایی C۱۵H۲۹NO۲ یک ترکیب شیمیایی است. که جرم مولی آن 255.396 gmol-۱ می‌باشد. 
نیترو پنتادسن تنها ترکیب نیترو الیفاتیک است که توسط حشرات ساخته می شود. (یک ترکیب دفاعی در موریانه هاست). این ترکیب در شمار نیترو الکان های غیر اشباع و بسیار سمی است.